# Basse-Allaine
Basse-Allaine är en kommun i distriktet Porrentruy i kantonen Jura, Schweiz. Kommunen har 1 203 invånare (2023).
Kommunen Basse-Allaine bildades den 1 januari 2009 genom en sammanslagning av kommunerna Buix, Courtemaîche och Montignez.